# Generali Open 2016
Il Generali Open 2016 è stato un torneo di tennis maschile giocato sulla terra rossa. È stata la 71ª edizione dell'evento in passato noto come Austrian Open Kitzbühel e Bet-at-home Cup Kitzbühel, appartenente alle ATP Tour 250 nell'ambito dell'ATP World Tour 2016. Si è giocato al Tennis Stadium Kitzbühel di Kitzbühel, in Austria, dal 18 al 23 luglio 2016.

## Partecipanti

### Teste di serie
| Giocatore | Nazione               | Ranking* | Testa di serie |
| --------- | --------------------- | -------- | -------------- |
| Austria   | Dominic Thiem         | 9        | 1              |
| Germania  | Philipp Kohlschreiber | 22       | 2              |
| Spagna    | Marcel Granollers     | 45       | 3              |
| Italia    | Paolo Lorenzi         | 48       | 4              |
| Rep. Ceca | Lukáš Rosol           | 78       | 5              |
| Serbia    | Dušan Lajović         | 81       | 6              |
| Spagna    | Íñigo Cervantes       | 82       | 7              |
| Germania  | Jan-Lennard Struff    | 86       | 8              |

* Ranking all'11 luglio 2016.

### Altri partecipanti
I seguenti giocatori hanno ricevuto una wild card per il tabellone principale:
- Jürgen Melzer
- Dennis Novak
- Akira Santillan

I seguenti giocatori sono passati dalle qualificazioni:

- Kenny de Schepper
- Daniel Gimeno Traver
- Máximo González
- Filippo Volandri

## Campioni

### Singolare
Paolo Lorenzi ha sconfitto in finale  Nikoloz Basilašvili con il punteggio di 6–3, 6–4.
- È il primo ed unico titolo in carriera per Lorenzi.

### Doppio
Wesley Koolhof /  Matwé Middelkoop hanno sconfitto in finale  Dennis Novak /  Dominic Thiem con il punteggio di 2–6, 6–3, [11–9].